# Kalorimetr

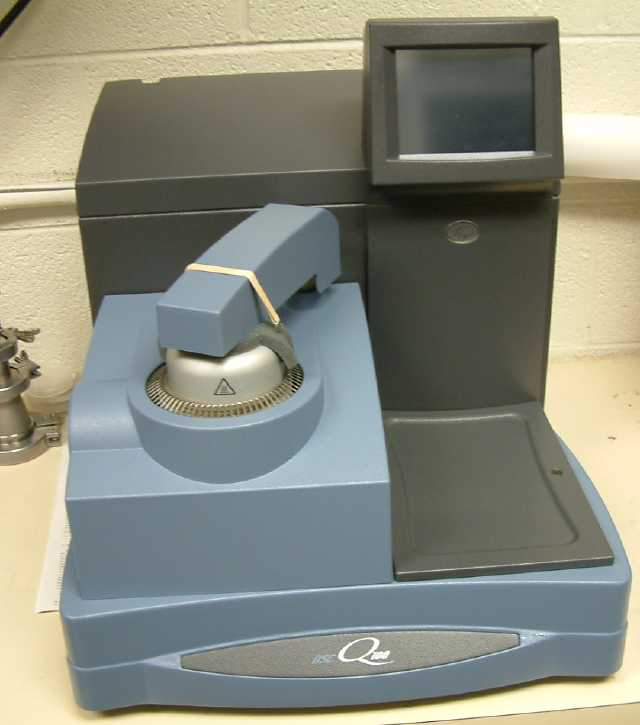
moderní kalorimetr

Kalorimetr je zařízení umožňující pokusně provádět tepelnou výměnu mezi tělesy a měřit potřebné tepelné veličiny (teplo a teplota).

## Blackův kalorimetr
Tento jednoduchý kalorimetr, jeden z prvních kalorimetrů vůbec, se skládal z bloku ledu o teplotě 0 °C, do něhož byla vydlabána jamka. Do jamky byl vložen zahřátý předmět, jehož tepelnou kapacitu bylo třeba změřit, a jamka byla zaklopena dalším kusem ledu. Po ochlazení předmětu byla hubkou odsáta voda a její hmotnost (při známém skupenském teple vody) umožnila spočítat teplo ukryté ve vloženém předmětu.

## Bunsenův kalorimetr
Měřicí nádoba byla obalena ledem a umístěna ve větší uzavřené nádobě s vodou. Na dně této větší nádoby byla rtuť. Ta se mohla pohybovat do kapiláry. Pohyb rtuti v kapiláře pak přesně indikoval změnu objemu tajícího ledu.

## Směšovací kalorimetr

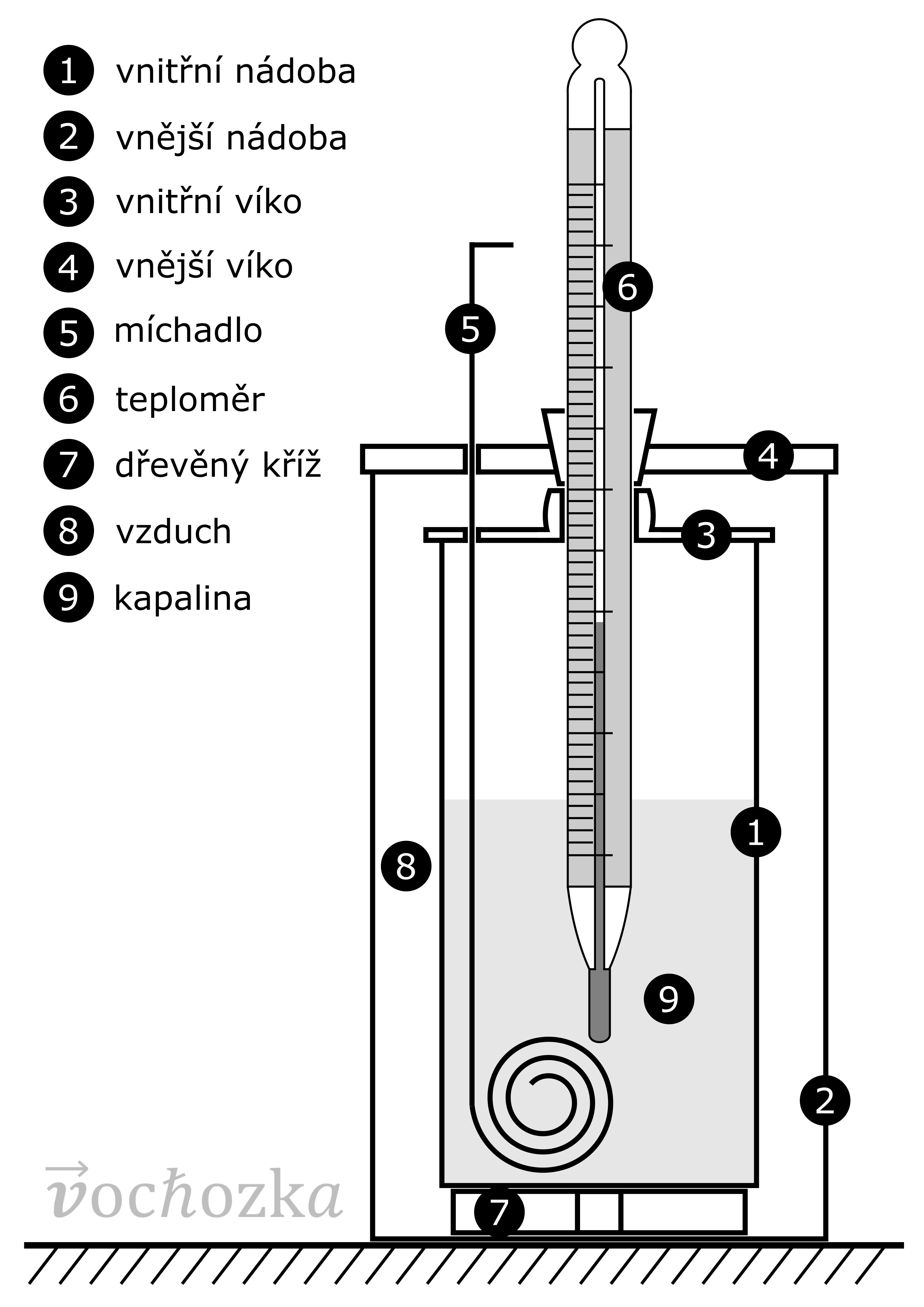
Popis hlavních částí směšovacího kalorimetru. Vnitřní nádoba, vnější nádoba, vnitřní víko, vnější víko, míchadlo, teploměr, dřevěný kříž oddělující vnitřní a vnější nádobu.

Kalorimetr se skládá ze dvou nádobek do sebe vložených. Mezi stěnami nádobek je vzduch, který tepelně izoluje vnitřní nádobku od vnější a od okolí. Každá z nádobek se přikrývá víčkem, ve kterém bývají otvory pro teploměr a míchačku. Tepelná kapacita kalorimetru, která ovlivňuje tepelnou výměnu při pokusu, se určuje experimentálně.